# ويلي مون
ويلي مون (بالإنجليزية: Willy Moon)‏ هو كاتب أغاني ومغني وعازف قيثارة نيوزلندي، ولد في 2 يونيو 1989 في ويلينغتون في نيوزيلندا.

## وصلات خارجية
- الموقع الرسمي
- ويلي مون على موقع ميوزك برينز (الإنجليزية)
- ويلي مون على موقع ديسكوغز (الإنجليزية)